# Libnotes (Libnotes) notata notata
Libnotes (Libnotes) notata notata is een ondersoort van de tweevleugelige Libnotes (Libnotes) notata uit de familie steltmuggen (Limoniidae). De ondersoort komt voor in het Oriëntaals en Australaziatisch gebied.